# Архангельский (Верховский район)
Архангельский — хутор в Верховском районе Орловской области. Входит в состав Коньшинского сельского поселения. Население — 21 чел. (2010).

## География
Архангельский находится в северо-восточной части области на Среднерусской возвышенности.
Часовой пояс
хутор Архангельский, как и вся Орловская область, находится в часовой зоне МСК (московское время). Смещение применяемого времени относительно UTC составляет +3:00.

## Население
| 2010 |
| ---- |
| 21   |

Национальный состав
Согласно результатам переписи 2002 года, в национальной структуре населения русские составляли 89 % от общей численности населения в 45 жителей.